# Bäckradula
Bäckradula (Radula lindenbergiana) är en bladmossart som beskrevs av Carl Moritz Gottsche och Carl Hartman.
Bäckradula ingår i släktet radulor och familjen Radulaceae. Enligt den finländska rödlistan är arten sårbar i Finland. Artens livsmiljö är bäckar. Inga underarter finns listade i Catalogue of Life.